# Bo01

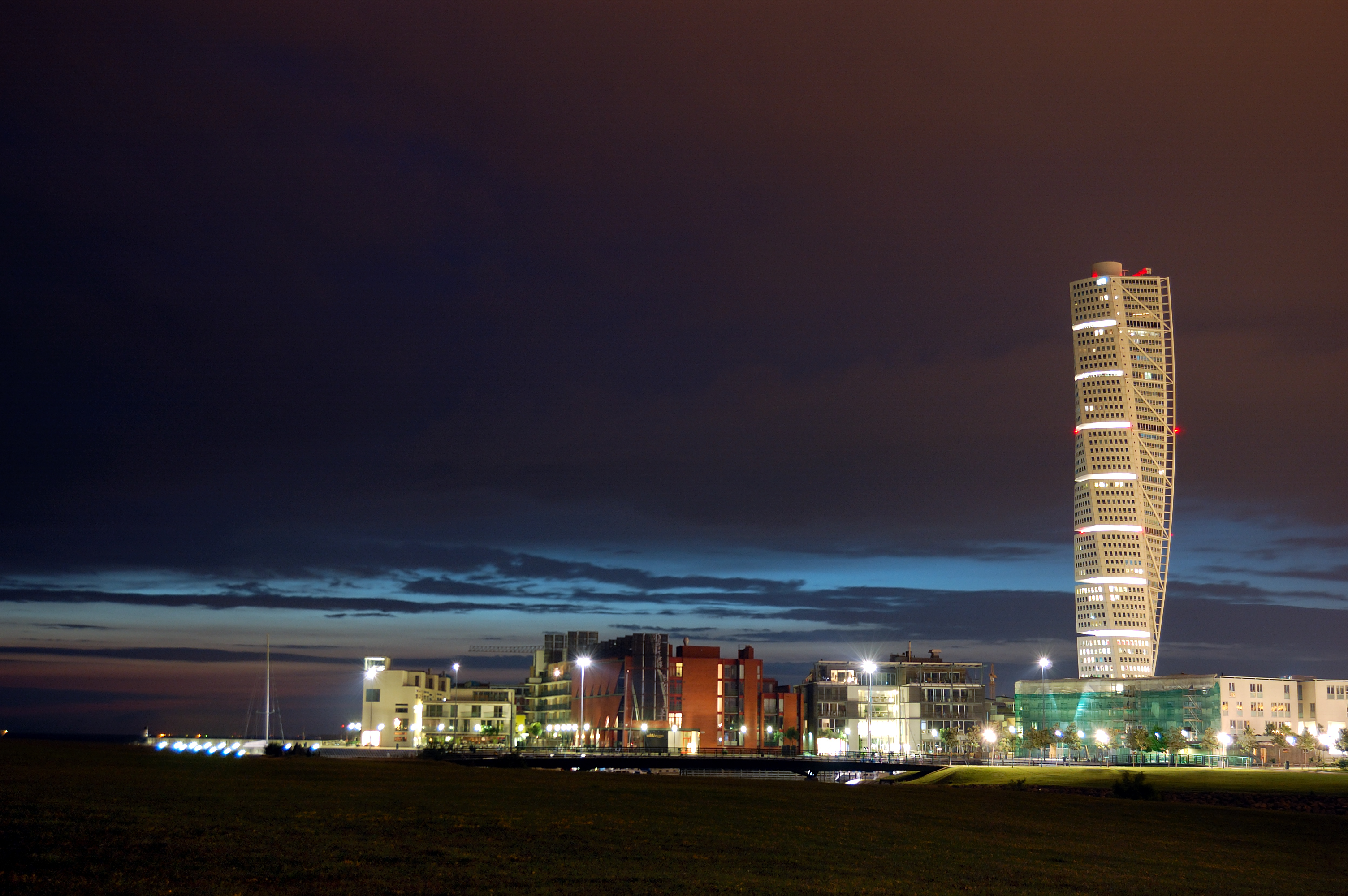
Västra hamnen sedd från sydväst nattetid, med Turning Torso i bakgrunden. Foto från 2005.

Bo01 var en bomässa som hölls i Västra hamnen i Malmö från maj till september 2001.

## Västra hamnen blir ledig
Bomässan var först tänkt att hållas år 2000, på och bredvid Ön i Limhamns hamnområde, men kommunen fick tillgång till ett större markområde i Västra hamnen och beslöt då att flytta mässan dit, och att skjuta på bomässan ett år. Namnet på mässan bestämdes då till Bo01.
Bo01-mässan skulle vara stor, och ha ett europeiskt perspektiv. Ledningen spenderade mycket pengar på studiebesök och hade många storstilade och kostsamma planer, något som sedermera ledde till att ledningen byttes ut. Mässan bantades en aning, men ännu med mål om att hållas under sommarhalvåret 2001.

## Bostäderna byggs

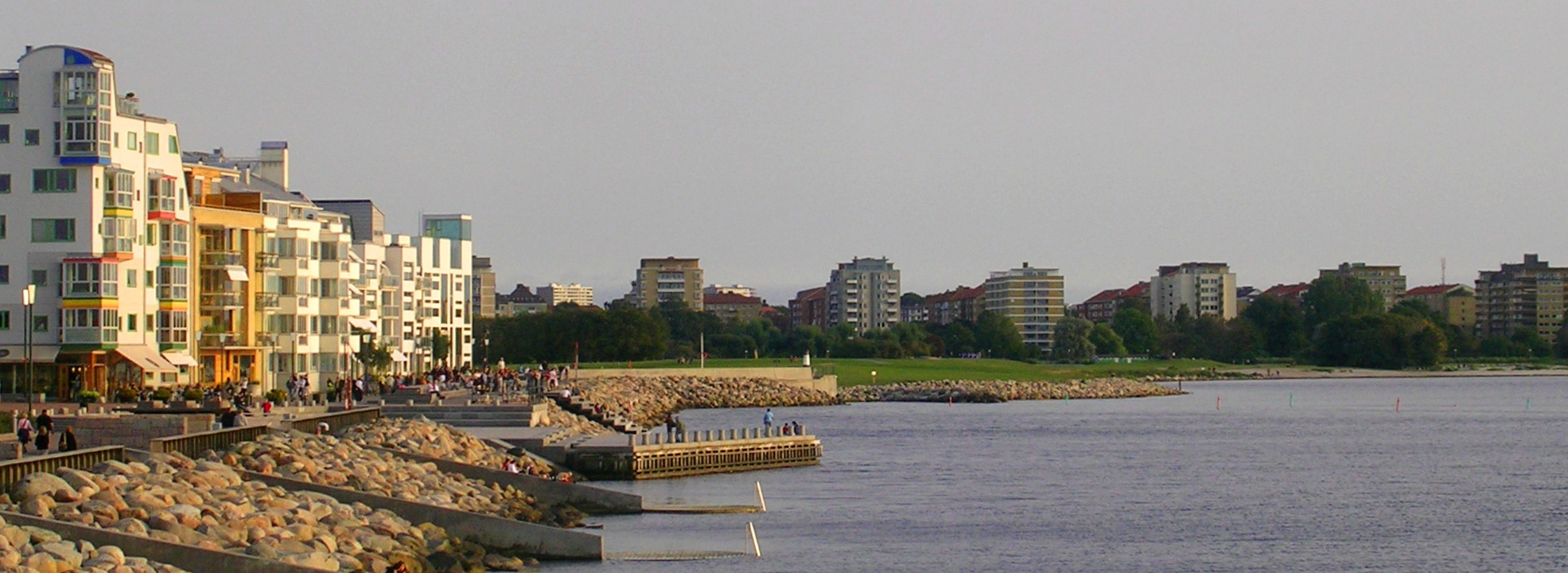
Sundspromenaden i Västra hamnen.

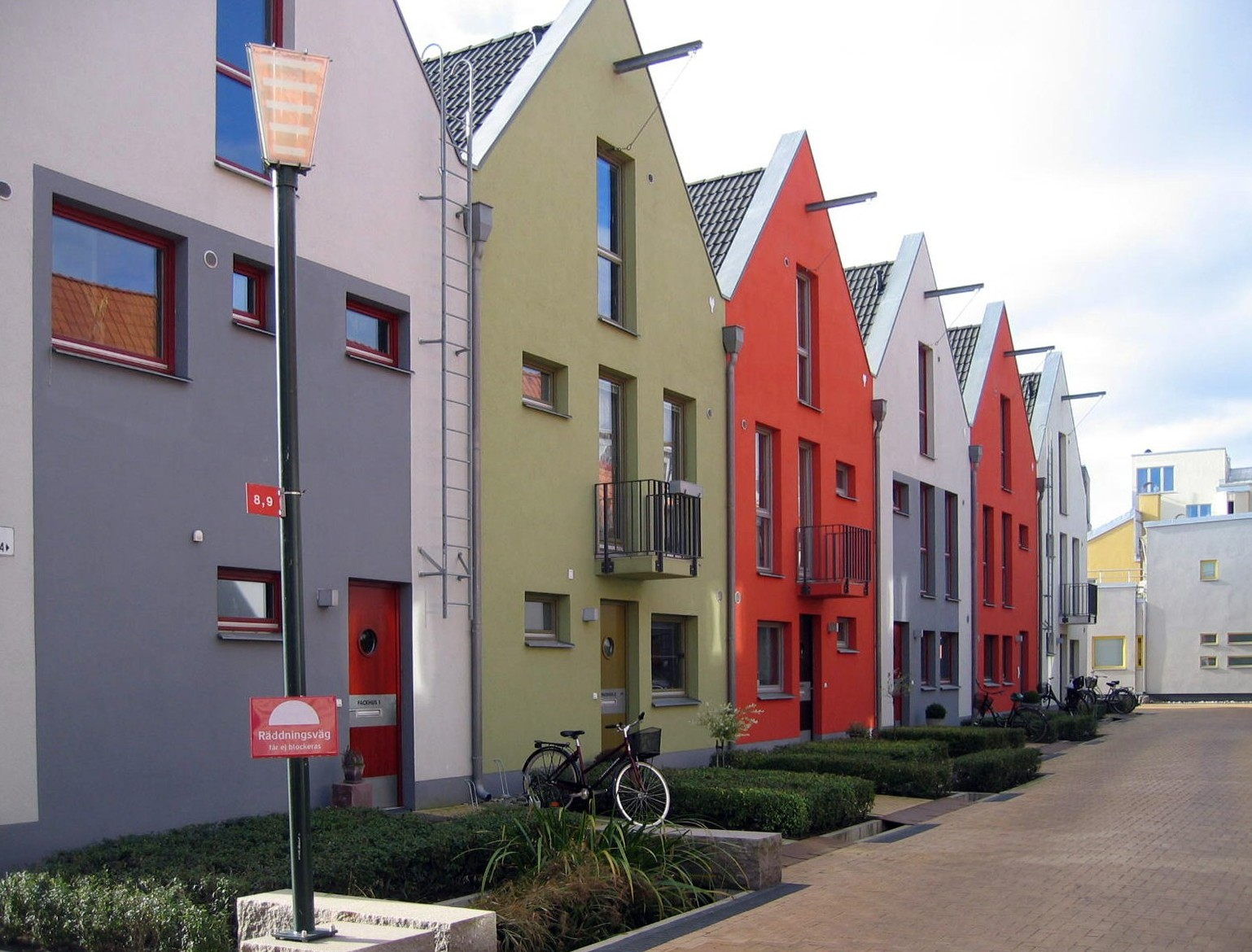
Fasader i Västra hamnen.

Inför Bo01-mässan ökade antalet byggprojekt markant efter en inledande period med begränsat intresse från byggföretag. Detta skapade utmaningar då flera byggprojekt behövde genomföras samtidigt i nära anslutning till varandra. Under denna tid var Bo01-området ett av Europas mest byggintensiva, med ett stort antal projekt som pågick parallellt. Byggaktiviteten intensifierades inför mässans öppning, och omfattande insatser gjordes för att färdigställa alla projekt inom den utsatta tidsramen.

## Mässan öppnas
När Bo01-mässan öppnades av kungen och drottningen stod många visningslägenheter klara, detta gällde dock inte för området som helhet. Husen gjorde utvändigt anspråk på att vara färdigställda, men hus utan visningslägenheter bestod i många fall bara av tomma skal. Under första delen av mässan hade enbart de största vägarna iordningställts i Bo01-området. De mindre stråken var fortfarande grusgångar, något som ordnades under mässans gång.

## De första invånarna

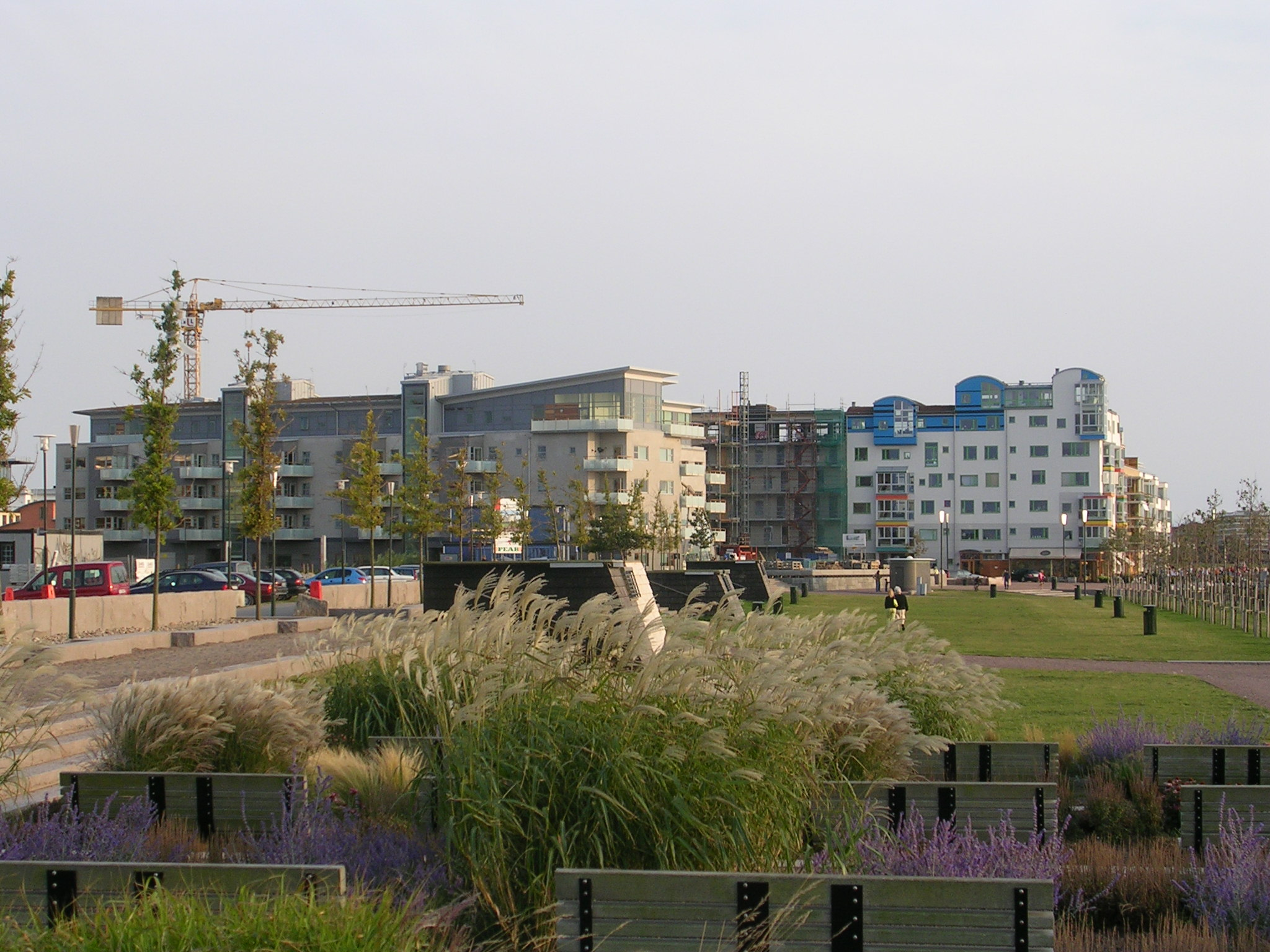
Området är populärt att vistas i speciellt sommartid.

De första Bo01-invånarna flyttade in medan mässan pågick. Flyttbilarna fick bara komma in i området på förmiddagarna. Flyttning på egen hand utan flyttfirma fick bara ske utanför mässans öppettider. Bilar fick inte vara inom mässområdet under mässans öppettider. De boende fick parkera bilarna utanför Bo01-området. Bo01-mässan lockade många besökare, men inte så många som man hade räknat med. Främst var det de utländska besökarna som uteblev. Många Malmöbor tyckte att inträdet var för dyrt.

## Mässbolaget gick i konkurs
Dagen efter sista mässdagen försatte sig mässbolaget i konkurs, vilket väckte stor uppmärksamhet i tidningarna. Många småföretagare som hade hjälpt till med mässan fick inte ut någon ersättning, vilket i sin tur skapade en dominoeffekt där andra bragtes i konkurs. I samband med detta lämnades flera stämningsansökningar in.

## Från mässa till bostadsområde
Efter Bo01-mässan revs staketet runt området, och för första gången kunde de boende i området nå sina bostäder utan att passera en bevakad grind. Nu var det dags att omvandla Bo01-mässområdet till ett mer normalt bostadsområde.
I boken Cities for People av Jan Gehl hyllas Bo01 för bland annat dess humana och variationsrika byggnader, offentliga rum och stadsplanering.